# Manfred Becker-Huberti
Manfred Becker-Huberti (* 26. Juli 1945 in Koblenz) ist ein deutscher römisch-katholischer Theologe. Er war von 1991 bis 2006 Pressesprecher des Erzbistums Köln. Seit 2007 ist er Honorarprofessor an der Katholisch-Theologischen Fakultät der Philosophisch-Theologischen Hochschule Vallendar.

## Leben
Becker-Huberti besuchte von 1952 bis 1966 Schulen in Düsseldorf und Neuss. Er studierte anschließend in Bonn und Münster Katholische Theologie, Publizistik und Kommunikationswissenschaften sowie Philosophie, Pädagogik und Kunstgeschichte. Während seines Studiums war er Stipendiat des Instituts zur Förderung des Publizistischen Nachwuchses der Deutschen Bischofskonferenz. 1975 beendete er sein Studium mit der Promotion zum Dr. theol.
Zwischen 1975 und 1989 war er mit Lehrtätigkeiten an Schulen und Hochschulen betraut. Parallel hierzu fungierte er zwischen 1978 und 1986 als Leiter des Katholischen Schulreferates und Katechetischen Institutes im Stadt- und Kreisdekanat Neuss sowie von 1979 bis 1986 als Beauftragter des Erzbistums Köln für die Einsichtnahme in den Religionsunterricht im Regierungsbezirk Düsseldorf für Grund-, Haupt-, Realschulen und Gymnasien. Von 1979 bis 1987 war er zugleich Leiter der Katholischen Bildschirmtext-Redaktion der Bistümer in Nordrhein-Westfalen in Düsseldorf.
1987 bis 1990 war er Beauftragter des Erzbistums Köln für Privaten Rundfunk und von 1988 bis 1991 zugleich Beauftragter der Deutschen Bischofskonferenz für RTL. 1990 wurde er dann zum Stabsabteilungsleiter „Presse und Öffentlichkeitsarbeit“ im Erzbischöflichen Generalvikariat Köln und Pressesprecher des Erzbistums Köln ernannt. Dieses Amt übte er bis 2006 aus. Neben seiner Tätigkeit als Pressesprecher war er 1998 bis 2006 Lehrbeauftragter für Medienkunde am Erzbischöflichen Priesterseminar in Köln und von 2003 bis 2006 Lehrbeauftragter für Medienkunde am Erzbischöflichen Diakoneninstitut in Köln. Dem KRD-Rat gehörte er als Mitglied zwischen 2003 und 2006 an.
Seit 2007 ist Becker-Huberti Honorarprofessor an der Katholisch-Theologischen Fakultät der Philosophisch-Theologischen Hochschule Vallendar, von 2007 bis 2011 war er Lehrbeauftragter an der Katholischen Hochschule Nordrhein-Westfalen in Köln, jeweils im Themenbereich „Kirche und Kommunikation“.
Manfred Becker-Huberti war wiederholt in verantwortlicher Position in ehrenamtlichen Gremien tätig, vor allem im kirchlichen Raum, so von 1979 bis 1990 im Vorstand des Stadtdekanatsrat Neuss (1988–1990 als Vorsitzender), 1986–1994 im Vorstand des Diözesanrates der Katholiken im Erzbistum Köln und seit 2005 im Vorstand des Diözesanbonifatiuswerks Köln.

## Forschungsinteressen
Becker-Huberti forscht und veröffentlicht zu Heiligen und der Heiligenverehrung speziell im Rheinland.

## Publikationen (Auswahl)
- Die tridentischen Reform im Bistum Münster unter Fürstbischof Christoph Bernhard von Galen (1650–1678). Aschendorff, Münster 1978, ISBN 3-402-03833-1 (Dissertation).
- Feiern – Feste – Jahreszeiten – Lebendige Bräuche im ganzen Jahr. Herder, Freiburg im Breisgau 1998, ISBN 3-451-26035-2.
- Lexikon der Bräuche und Feste – 3000 Stichwörter mit Infos, Tipps und Hintergründen. 4. Auflage. Herder, Freiburg im Breisgau 2007, ISBN 3-451-27317-9.
- Der heilige Martin – Leben, Legenden und Bräuche. Greven, Köln 2003, ISBN 3-7743-0344-4.
- Die Heiligen Drei Könige – Geschichten, Legenden und Bräuche. Greven, Köln 2005, ISBN 3-7743-0356-8.
- mit Ulrich Lota: Katholisch A bis Z – das Handlexikon. Herder, Freiburg im Breisgau 2009, ISBN 978-3-451-32199-3.
- mit Konrad Beikircher: Kölner Reliquien – Heilige Knöchelchen schräg betrachtet. Bachem, Köln 2012, ISBN 978-3-7616-2602-3.
- Heiliger Nikolaus – Geschichte, Legenden, Brauchtum. topos plus, Kevelaer 2018, ISBN 978-3-8367-0048-1.